# Mchenga
Mchenga ist eine Buntbarsch-Gattung aus der Gruppe der Utaka, die endemisch im ostafrikanischen Malawisee vorkommt. Die sechs Arten der Gattung gehörten ursprünglich zu Copadichromis und wurden erst 2006 in die neu eingeführte Gattung Mchenga überführt. Der Name Mchenga kommt aus dem Chichewa, neben Englisch Amtssprache in Malawi, und bedeutet „Sand“. Der Name nimmt Bezug auf den Lebensraum der Fische, die im Freiwasser über Sandböden vorkommen und auf dem sandigen Grund auch laichen.

## Merkmale
Mchenga-Arten werden 8 bis 14 cm lang und sind relativ schlank. Charakteristisch für die Gattung ist das weit vorstülpbare (protraktile) Maul, das vorgestreckt die Form einer Röhre hat und dazu dient, die Hauptnahrung der Fische, planktonische Krebstiere einzusaugen. Die Anzahl der Kiemenrechen auf der ersten Ceratobranchiale (längster Knochen des Kiemenbogens) ist mit 10 bis 18 relativ gering. Zeichnungsmuster in Form von Flecken oder Streifen sind nicht ausgebildet. Von Copadichromis unterscheidet sich Mchenga durch die Bezahnung. Männchen von Mchenga haben kleine, zweispitzige Zähne in den äußeren Zahnreihen von Ober- und Unterkiefer, während die der Copadichromis-Männchen größer und einspitzig sind.

## Lebensweise
Mchenga-Arten leben in Tiefen von 3 bis 25 Metern über sandigen Bodengründen und ernähren sich vor allem von planktonischen Krebstieren. Wie fast alle Buntbarsche des Malawisees sind die Mchenga-Arten Maulbrüter. Die Männchen bauen zum Laichen Sandkegelnester.

## Arten
Bisher wurden sechs Arten beschrieben:
- Mchenga conophoros (Stauffer, LoVullo & McKaye, 1993)
- Mchenga cyclicos (Stauffer, LoVullo & McKaye, 1993) (Typusart)
- Mchenga eucinostomus (Regan, 1922)
- Mchenga flavimanus (Iles, 1960)
- Mchenga inornata (Boulenger, 1908)
- Mchenga thinos (Stauffer, LoVullo & McKaye, 1993)

Zwei der Arten, M. eucinostomus und M. inornata sind nur durch ihre Typusexemplare bekannt.